# Joseph Andrault de Langeron
Pour les articles homonymes, voir Langeron.
Joseph Andrault comte  de Langeron, baron de La Ferté, baron de Cougny etc. , né le 19 novembre 1649 et mort le 28 mai 1711, est un lieutenant général des armées royales de la fin du XVIIe siècle.

## Biographie

### Origines et famille
Membre de la famille Andrault de Langeron, il est le fils aîné de Philippe Andrault, comte de Langeron (mort en 1675), premier gentilhomme de la chambre du duc d'Enghien, et de Claude Faye d'Espesses.

### Carrière militaire dans la Marine royale

#### Guerre de Hollande (1672-1678)

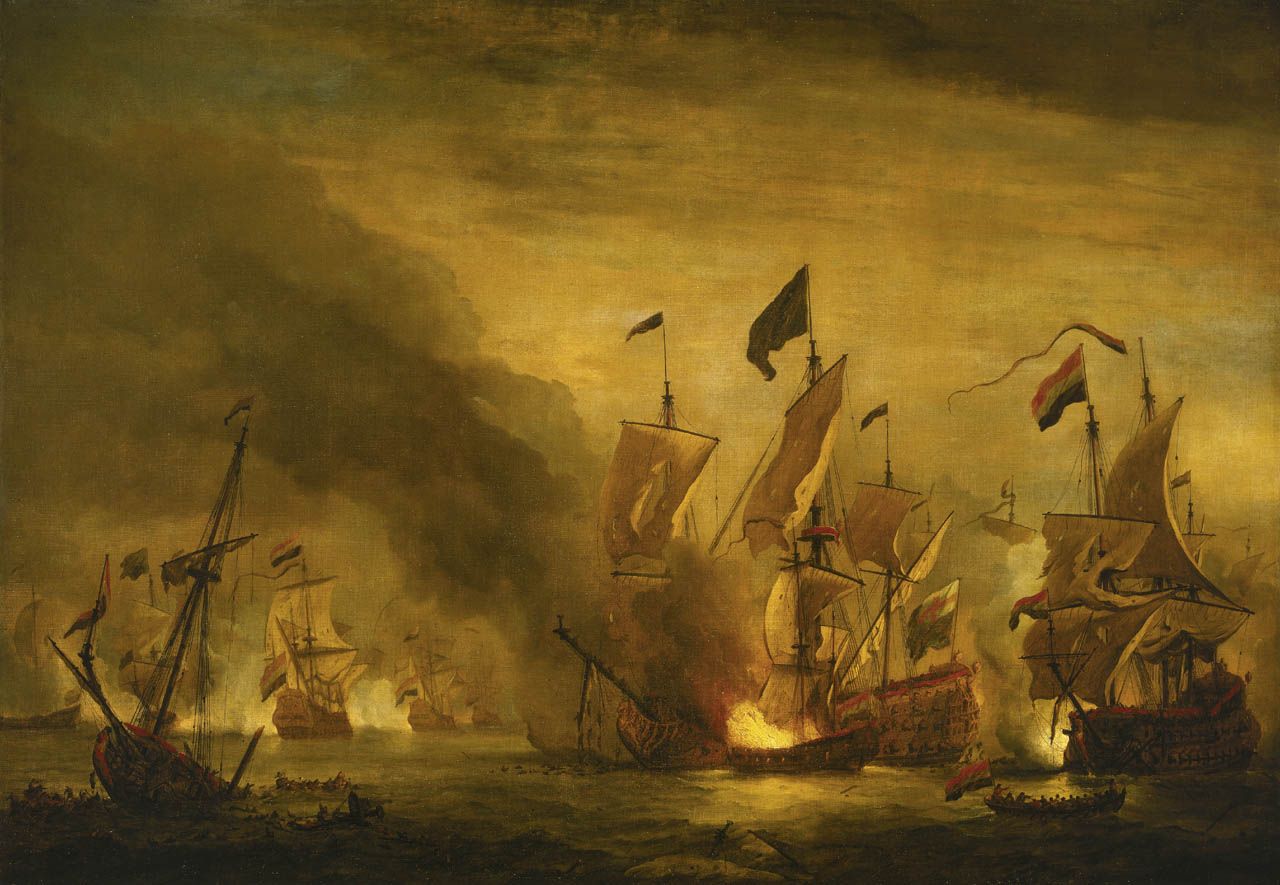
Le bombardement du Royal James à la bataille de Solebay, le 28 mai 1672, par Willem van de Velde le jeune.

Joseph Andrault entre d'abord comme volontaire dans les troupes que François de Vendôme conduis au secours de Candie en 1669. Il entre dans la Marine royale le 11 novembre 1670 à Brest en tant qu'enseigne de vaisseau. Il lutte contre les corsaires avec d'Estrées. Promu Capitaine de vaisseau le 2 novembre 1671, il participe à la bataille de Solebay et aux deux combats de Schooneveld, les 7 et 14 juin 1673, à bord du vaisseau L'Apollon, 50 canons. Lors de la seconde bataille de Schooneveld, « Le capitaine de Langeron, avec l'Apollon, s'étant trouvé au vent du luitenant-admiraal Bankœrt, entreprit d'aborder successivement plusieurs vaisseaux ennemis ; il soutint avec une fermeté prodigieuse un feu de trois heures entre trois bâtiments hollandais, comme s'il eût été à l'ancre, tirant des deux bords, et sortit de cette position non-seulement sans avoir été mis hors de combat, mais après avoir désemparé ses adversaires. »
Le 21 août 1673, il est à la bataille du Texel, au cours de laquelle la flotte Franco-anglaise affronte celle de l’amiral hollandais Ruyter. En 1674, il contribue à la prise d'un vaisseau espagnol, le San Pedro, en compagnie du capitaine de Lafayette, après un court combat au large de Collioure. L'année suivante, il s'illustre le combat du 11 février sur les côtes de Sicile. En 1676, il commande un vaisseau à la bataille d'Alicudi, et se distingue aussi à Agosta et Palerme. Lors de ce dernier combat, le maréchal de Vivonne l'envoie en compagnie de Tourville, Gabaret, et de Chaumont reconnaître les forces ennemies stationnées dans le port. C'est lui qui est chargé de porter à Louis XVI la nouvelle du triomphe du duc de Vivonne.
Le roi le nomme inspecteur général des armées navales chargé de la construction des vaisseaux en avril 1684, mais il ne réussit guère dans cette tâche :

« M. de Langeron, inspecteur général, ayant sans connaissance adopté un faux système de construction et forcé les constructeurs à le suivre, plusieurs vaisseaux furent gâtés, ce qui fit qu'à la mort de M.de Langeron sa place ne fut point remplie pour éviter de pareils inconvénients »

— Duhamel du Monceau
La même année, il épouse la fille et héritière de Jean-François du Gouray, marquis de la Coste, lieutenant du Roi des évêchés de Basse-Bretagne.

#### Guerre de la Ligue d'Augsbourg (1688-1697)

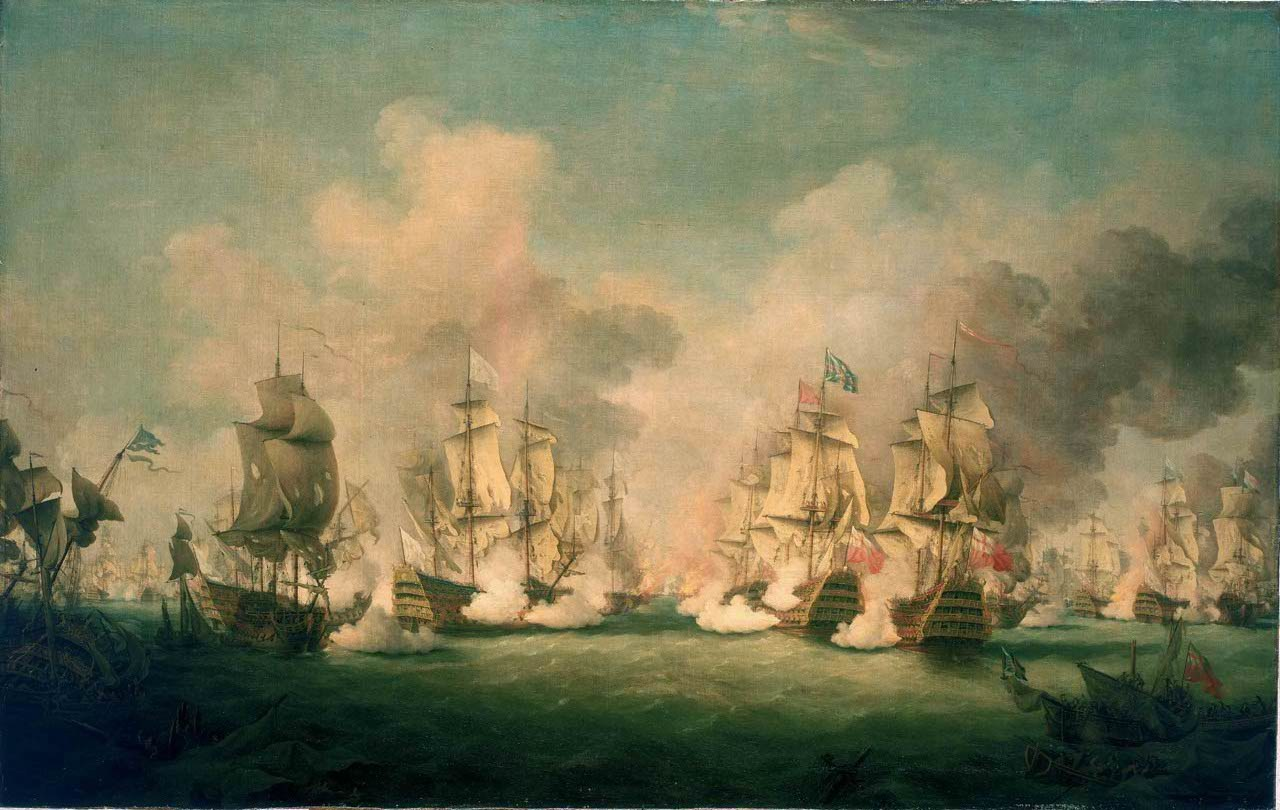
Bataille de Barfleur par Richard Paton.

Chef d'escadre le 1er novembre 1689, il participe à la bataille du cap Béveziers le 10 juillet 1690 au commandement de La Couronne, 72 canons. À Barfleur, à bord du Souverain, 84 canons, il commande la troisième division du corps de bataille. Au début de 1694, il repousse à la tête d'un bataillon de troupes de marine les Anglais commandés par Lord Berkeley qui avaient jeté l'ancre le 7 avril dans la baie de Camaret, grâce aux excellentes mesures de défense improvisées par Vauban.
Correspondant du Grand Condé, ce dernier le recommandera avec chaleur auprès de Colbert et de Seignelay, appuyant largement ses promotions successives. Lieutenant général des armées navales le 1er avril 1697, il est nommé commandant de la marine à Toulon entre 1698 et 1709.

#### Guerre de Succession d'Espagne (1701-1714)

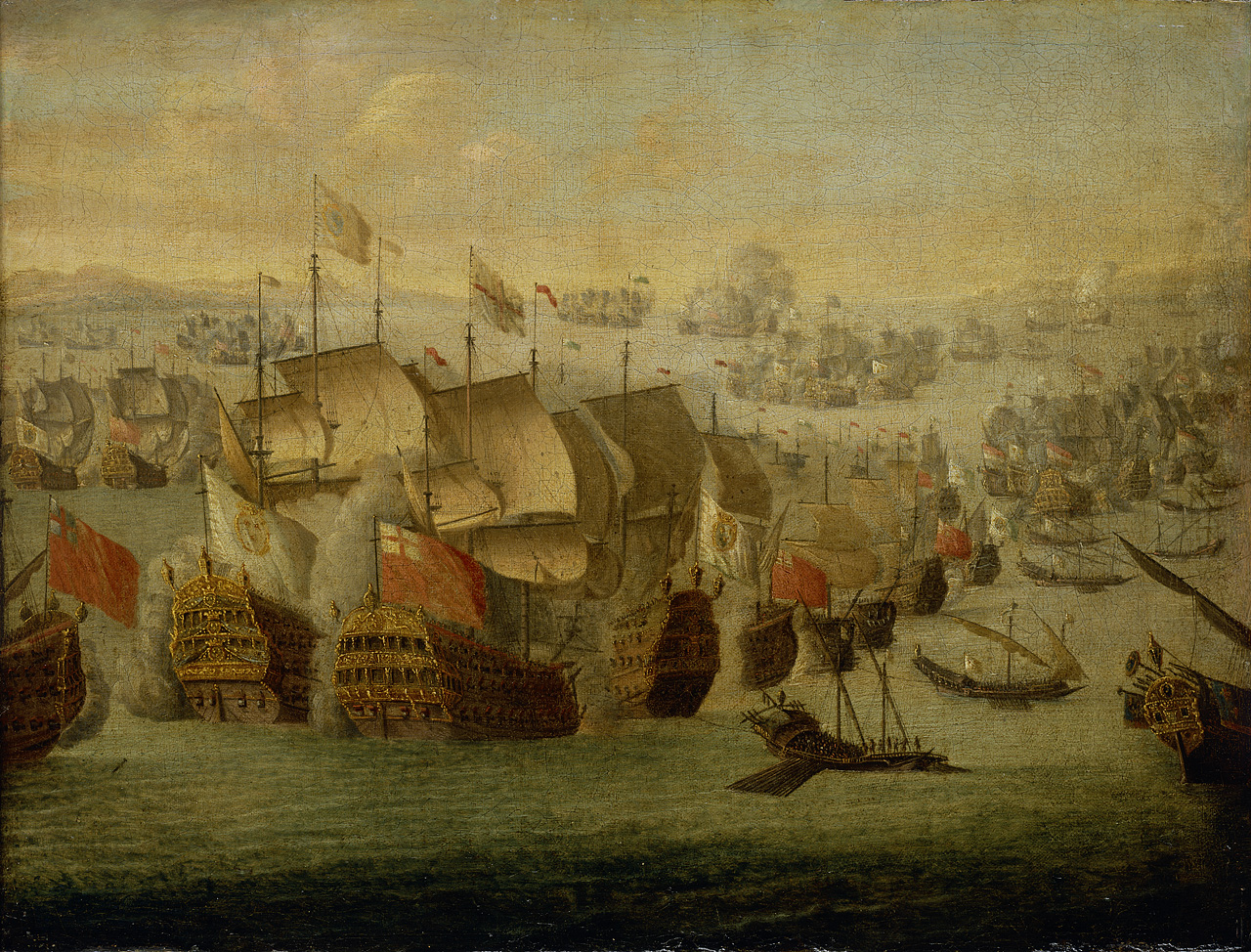
La Bataille de Vélez-Malaga, 24 août 1704

Il est fait Chevalier de Saint-Louis, en 1703 après « trente-trois ans de services importants ». Il commande l'année suivante Le Soleil Royal, 102 canons, dans l'arrière-garde de la flotte franco-espagnole à la bataille navale de Vélez-Málaga (24 août 1704), placée sous les ordres du comte de Toulouse, amiral de France. Dans son Histoire maritime de la France, l'historien Léon Guérin cite les hommes placés sous ses ordres:

« À l'arrière-garde, le lieutenant général de Langeron commandait, ayant Tourouvre pour premier matelot, de Sepville pour vice-amiral, et, pour contre-amiral, la Harteloire, qui avait l'insigne honneur de se trouver entre deux officiers du grand nom de Duquesne, Duquesne-Mosnier et Duquesne-Guiton. Parmi les autres officiers de la flotte française, on comptait les la Roche-Allard, les de Grancei, les de Bagneux, les de Villars, les de Blenac, et plusieurs non moins dignes. À cette brillante élite, il n'y avait guère que Château-Regnaud, Forbin, d'Iberville et Duguay-Trouin qui manquassent. »

L'arrière-garde française avait affaire aux Hollandais. Langeron, à bord du nouveau Soleil Royal, force Callenburgh à abandonner son vaisseau amiral l'Albermale qui avait été mis en état si pitoyable, que peu de temps après il saute et coule. Seuls neuf à dix hommes, parmi lesquels l'amiral, échappent à ce désastre, sur les sept à huit cents individus qui étaient à bord. Le Nimègue, autre vaisseau des Provinces-Unies, perd également son capitaine.

##### Le siège de Toulon (1707)

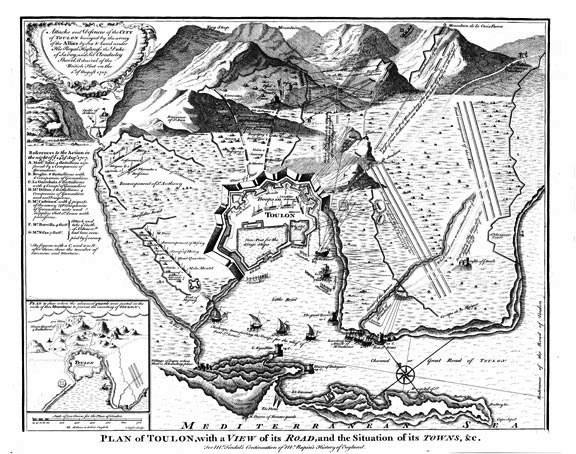
Plan de Toulon, assiégé par la flotte britannique de l'amiral Shovell (1707)

Il est fait commandeur de l'Ordre royal et militaire de Saint-Louis, en 1707, pour son rôle pendant la défense de Toulon. Le duc de Savoie et le prince Eugène attaquaient cette ville par terre, l'amiral Shovell par mer, avec 48 vaisseaux d'une flotte coalisée anglo-hollandaise. Langeron avait reçu l'ordre de couler à fond dans la rade la flotte française, dans le cas où Toulon ne serait pas secouru, afin que l'ennemi, s'il prenait la place, ne pût en profiter. Il préfère la couler seulement à moitié (i.e en faisant remplir d'eau leurs cales) pour la préserver du bombardement, et il ne conserve à flot que deux vaisseaux, le Tonnant et le Saint-Philippe, en les échouant, pour en faire des batteries. L'ennemi bombarde la ville ; mais il ne peut endommager le port, défendu par le feu des deux vaisseaux, et les Austro-Piémontais, éprouvant la même résistance du côté de la terre doivent se résoudre à lever le siège, au bout d'un mois (22 août).

### Mort
Il décède d'apoplexie le 29 mai 1711 à Sceaux dans le château du duc du Maine, général des galères, dont il était un des familiers, à l'âge de soixante et un ans

## Distinctions
- Commandeur de l'Ordre royal et militaire de Saint-Louis

## Mariage et descendance
Il épouse en juillet 1684 Jeanne Madeleine du Gouray, fille de Jean-François de Gouray, marquis de La Coste (près de Saint-Brieuc). De cette union naissent un fils et une fille :
- Louis-Théodore Andrault, 3e comte de Langeron, lieutenant général en 1744, (†1779)[1].
- Sylvie-Angélique Andrault (1685-1771), mariée à Claude de Thiard[1].

## Armoiries
| Blason des Andrault | Blasonnement : Ecartelé : au 1&4 d'Azur aux trois étoiles d'argent qui est d'Andrault. au 2&3 d'argent aux trois faces vivrées de gueules et une bande d'azur semée de lys dite « De France » Brochant sur le tout, qui est de Gentien. |

### Ouvrages récents
- Michel Vergé-Franceschi (dir.), Dictionnaire d'Histoire maritime, Paris, éditions Robert Laffont, coll. « Bouquins », 2002, 1508 p. (ISBN 2-221-08751-8 et 2-221-09744-0)
- Jean Meyer et Martine Acerra, Histoire de la marine française : des origines à nos jours, Rennes, Ouest-France, 1994, 427 p. [détail de l’édition] (ISBN 2-7373-1129-2, BNF 35734655)
- Rémi Monaque, Une histoire de la marine de guerre française, Paris, éditions Perrin, 2016, 526 p. (ISBN 978-2-262-03715-4)
- Étienne Taillemite, Dictionnaire des marins français, Paris, Tallandier, coll. « Dictionnaires », octobre 2002, 537 p. [détail de l’édition] (ISBN 978-2847340082)
- Lucien Bély (dir.), Dictionnaire Louis XIV, Paris, éditions Robert Laffont, coll. « Bouquins », 2015, 1405 p. (ISBN 978-2-221-12482-6)
- Guy Le Moing, Les 600 plus grandes batailles navales de l'Histoire, Rennes, Marines Éditions, 2011, 619 p. (ISBN 978-2-35743-077-8)
- M. d'Aspect, Histoire de l'Ordre royal et militaire de Saint-Louis, vol. 3, Paris, chez la veuve Duchesne, 1780 (lire en ligne), p. 284
- Bruno de Dinechin, Duhamel du Monceau : un savant exemplaire au siècle des Lumières, Luxembourg/Paris, Connaissance et mémoires européennes, 1999, 442 p. (ISBN 2-919911-11-2)
- Prosper Levot, Les gloires maritimes de la France : notices biographiques sur les plus célèbres marins, Bertrand, 1866 (lire en ligne), p. 283
- Alexandre Mazas, Histoire de l'Ordre royal et militaire de Saint-Louis, Firmin Didot frères, fils et Cie, 1861
- Léon Guérin, Histoire maritime de la France, vol. 2, Andrieux, 1844 (lire en ligne)
- Léon Guérin, Histoire maritime de la France, vol. 3, Dufour et Mulat, 1851 (lire en ligne)
- Onésime Troude, Batailles navales de la France, t. 1, Paris, Challamel aîné, 1867-1868, 453 p. (lire en ligne)
- Charles La Roncière, Histoire de la Marine française : La Guerre de Trente Ans, Colbert, t. 5, Paris, Plon, 1920, 822 p. (lire en ligne)
- Charles La Roncière, Histoire de la Marine française : La crépuscule du Grand règne, l’apogée de la Guerre de Course, t. 6, Paris, Plon, 1932, 674 p. (lire en ligne)